# Финансовый анализ
Финансовый анализ (анализ финансовой отчётности; англ. financial analysis, financial statement analysis) — вид экономического анализа, связанный с исследованием финансовых результатов и финансового состояния организации. С помощью анализа финансового состояния можно определять сильные и слабые стороны предприятия, оптимальное управленческое решение, прогнозирование отдельных показателей предприятия и финансовой деятельности в целом, которая, в свою очередь, позволяет проконтролировать эффективность движения финансовых потоков, проверить соблюдение норм и нормативов расходования финансовых, материальных ресурсов и целесообразность понесённых затрат.

## Определение
По мнению ряда экономистов финансовый анализ — это вид экономического анализа, связанный с исследованием финансовых результатов и финансового состояния организации. Российский профессор В. В. Ковалёв определял финансовый анализ как анализ общедоступной информации финансового характера, входящий в анализ финансово-хозяйственной деятельности предприятия в терминах стоимостных оценок и эффективности.

## Цели и задачи финансового анализа
Цель анализа финансовой отчетности — это оценка прошлой деятельности по данным отчёта и положения на момент анализа, а также оценка будущего потенциала предприятия, то есть прогноз дальнейшего развития предприятия.
Анализ финансовой отчетности предприятия позволяет: выявить её сильные и слабые стороны; увеличить эффективность; спрогнозировать будущие результаты деятельности; предвидеть последствия от стратегических решений; оценить действия маркетинговой программы; влияние от расширения производства на будущее финансовое состояние предприятия; сравнить эффективность деятельности предприятия с эффективностью других предприятий, работающих в той же отрасли; дать оценку тенденций финансового положения предприятия во времени.
Основные цели:
- оценить имущественное положение организации;
- оценить финансовую устойчивость организации;
- оценить платежеспособность и ликвидность организации;
- выполнить анализ формирования финансовых результатов организации;
- проанализировать распределение и использование прибыли организации;
- рассчитать и проанализировать показатели деловой активности (оборачиваемости, рентабельности) организации;
- осуществить комплексную оценку финансового состояния организации;
- предложить комплекс рекомендаций, направленных на повышение финансовых результатов и улучшение финансового состояния организации;
- прогнозировать финансовые результаты и финансовое состояние организации.

Задачами финансового анализа являются:
- определение ликвидности, финансовой устойчивости, рентабельности деятельности предприятия;
- оценка имущественного положения предприятия;
- установление положения хозяйствующего субъекта на рынке и количественное измерение его конкурентоспособности;
- оценка степени выполнения плановых финансовых мероприятий, программ, плана и др.;
- оценка мер, разработанных для ликвидации выявленных недостатков и повышения отдачи финансовых ресурсов.

## Факторы финансового анализа
Американская ассоциация индивидуальных инвесторов при проведении финансового анализа требует раскрытия основных качественных факторов, которые финансовые аналитики должны учитывать при оценке вероятной будущей финансовой эффективности предприятия:
- В какой степени выручка предприятия зависит от единственного ключевого клиента?
- В какой степени доходы предприятия связаны с одним ключевым товаром?
- В какой степени снабжение предприятия зависит от единственного поставщика?
- В какой степени выручка предприятия зависит от внешнеторговой деятельности?
- Какой уровень текущей и потенциальной конкуренции на рынке?
- Какова перспектива бизнеса (уровень инвестиций в исследования и разработку новых товаров)?
- Какова степень изменений в законодательстве и способность предприятия адаптироваться к этим изменениям?

## Виды финансового анализа
Согласно БРЭ финансовый анализ бывает:
- внешний (анализ проводится по публичным отчётам в рамках типовых методик, оценивается финансовое положение предприятия);
- внутренний (анализ проводится по данным бухгалтерской и управленческой отчётности, нормативной и плановой информации).

По содержанию процесса управления выделяют:
- перспективный (прогнозный, предварительный) анализ. Анализ результатов хозяйственной деятельности с целью определения их возможных значений в будущем. Позволяет провести стратегическую оценку эффективности предприятия в будущем.
- оперативный анализ. Проводят обычно по следующим группам показателей: отгрузка и реализация продукции; использование рабочей силы, производственного оборудования и материальных ресурсов: себестоимость; прибыль и рентабельность; платёжеспособность. При оперативном анализе производится исследование натуральных показателей, в расчётах допускается относительная неточность так как нет завершённого процесса. Позволяет быстро вмешиваться в процесс производства и обеспечения эффективности функционирования предприятия.
- текущий (ретроспективный) анализ по итогам деятельности за тот или иной период базируется на бухгалтерской и статистической отчётности. Наиболее полный анализ, вбирающий в себя результаты оперативного анализа и служащий базой перспективного анализа. Позволяет оценить работу предприятия и подразделения за определённый период времени.

## Методы финансового анализа
Различают следующие методы финансового анализа:
- горизонтальный анализ — сравнение показателей текущего периода со значением этого же показателя в предыдущих периодах;
- вертикальный анализ — расчёт удельного веса отдельных статей баланс в общем итогов показателе и последующие сравнения результата с данными предыдущего периода;
- сравнительный анализ — расчет, при котором сравнение отклонений ведётся с плановыми (целевыми) показателями;
- коэффициентный анализ — расчёт соотношений между данными различных показателей и определение взаимозависимости показателей;
- трендовый анализ — расчет относительных отношений показателей отчетности за ряд периодов от уровня базисного периода;
- факторный анализ — расчет влияния отдельных факторов среды на результативный показатель.